# 870 (numero)
Ottocentosettanta (870) è il numero naturale dopo l'869 e prima dell'871.

## Proprietà matematiche
- È un numero pari.
- È un numero composto, con  16 divisori: 1, 2, 3, 5, 6, 10, 15, 29, 30, 58, 87, 145, 174, 290, 435, 870. Poiché la somma dei suoi divisori (escluso il numero stesso) è 1290 > 870, è un numero abbondante.
- È un numero tetraprimo, ovvero ricavabile dal prodotto di 4 numeri primi distinti.
- È un numero pratico.
- È un numero intero privo di quadrati.
- È un numero malvagio.
- È un numero nontotiente (per cui la equazione φ(x) = n non ha soluzione).
- È un numero congruente.
- È un numero oblungo, ovvero della forma n(n+1).
- È un numero di Harshad nel sistema numerico decimale, cioè è divisibile per la somma delle sue cifre.
- È un numero palindromo e un numero ondulante nel sistema di numerazione posizionale a base 12 (606) e in quello a base 17 (303).
- È parte delle terne pitagoriche (102, 864, 870), (144, 858, 870), (464, 870, 986), (522, 696, 870), (600, 630, 870), (616, 870, 1066), (870, 1160, 1450), (870, 2088, 2262), (870, 2448, 2598), (870, 4160, 4250), (870, 6496, 6554), (870, 7544, 7594), (870, 12600, 12630), (870, 21016, 21034), (870, 37840, 37850), (870, 63072, 63078), (870, 189224, 189226).

## Astronomia
- 870 Manto è un asteroide della fascia principale del sistema solare.
- NGC 870 è una galassia della costellazione dell'Ariete.

## Astronautica
- Cosmos 870 è un satellite artificiale russo.

## Altri ambiti
- Remington 870 è un fucile della Remington Arms Company, Inc. (USA).